# Головчак поцяткований
Головчак поцяткований (Carcharodus flocciferus) — вид денних метеликів родини Головчаки (Hesperiidae).

## Поширення
Вид поширений в Південній, Центральній та Східній Європі, Північно-Західній Африці, в Туреччині, Кавказі, на півночі Казахстану, в Сибіру до Саянського хребта.
В Україні вид поширений на Волині та в Карпатах. Вид приурочений до торфових лук і лучних степів та лісостепових екотонів. Повідомлення про спостереження виду в інших регіонах України потребують перевірки.

## Опис
Розмах крил комахи від 32 до 35 мм. Крильця мають мармуровий, сіро-коричневий відтінок, з темно-бурим обрамленням. Нижня частина передніх крил світла, сіро-коричневого кольору. На верхній частині задніх крил є яскраві цятки. Кінчики антен пофарбовані в чорний колір. Відмінність самців полягає в наявність невеликого волосяного покриву на крильцях.